# Basilica Giulia
La basilica Giulia (già basilica di Gaio e Lucio) è un'antica basilica civile romana, eretta nel I secolo a.C., che fiancheggia la piazza del Foro Romano, tra il tempio di Saturno e il tempio dei Càstori. Ai suoi lati passano le due strade più importanti del Foro nella direzione che va verso il Tevere: il Vicus Iugarius (a ovest) e il Vicus Tuscus (a est).

## Storia
La basilica Giulia è situata al posto di una delle più antiche basiliche, la basilica Sempronia, fatta erigere dal censore Tiberio Sempronio Gracco, padre dei due famosi tribuni della plebe, nell'anno 170 a.C. Si sa grazie allo storico Tito Livio che per attuare questo progetto Gracco demolì la casa di Scipione l'Africano e alcune botteghe che erano connesse ad essa.
Un nuovo edificio più grande, la basilica Giulia, venne iniziato da Cesare attorno all'anno 54 a.C., insieme al nuovo Foro di Cesare ed al restauro della basilica Emilia, sul lato opposto della piazza. Inaugurata incompleta nel 46 a.C. fu terminata dopo la morte di Cesare da Augusto, a cui si deve la costruzione del colonnato.
Bruciò nel grave incendio del 12 a.C. Ricostruita per volontà dell'imperatore, venne dedicata ai due nipoti adottivi, Gaio e Lucio, anche se mantenne il nome originario. Di nuovo danneggiata dal grande incendio sotto l'imperatore Carino nel 283, la basilica Giulia venne nuovamente restaurata da Diocleziano nel 285.
Nel 410 fu nuovamente danneggiata durante il Sacco di Roma condotto dai Visigoti di Alarico I, ma già nel 416 era stata restaurata. Come accadde per tanti altri monumenti del Foro, all'inizio del XVI secolo fu utilizzata come cava di marmi e pietre.

## Descrizione

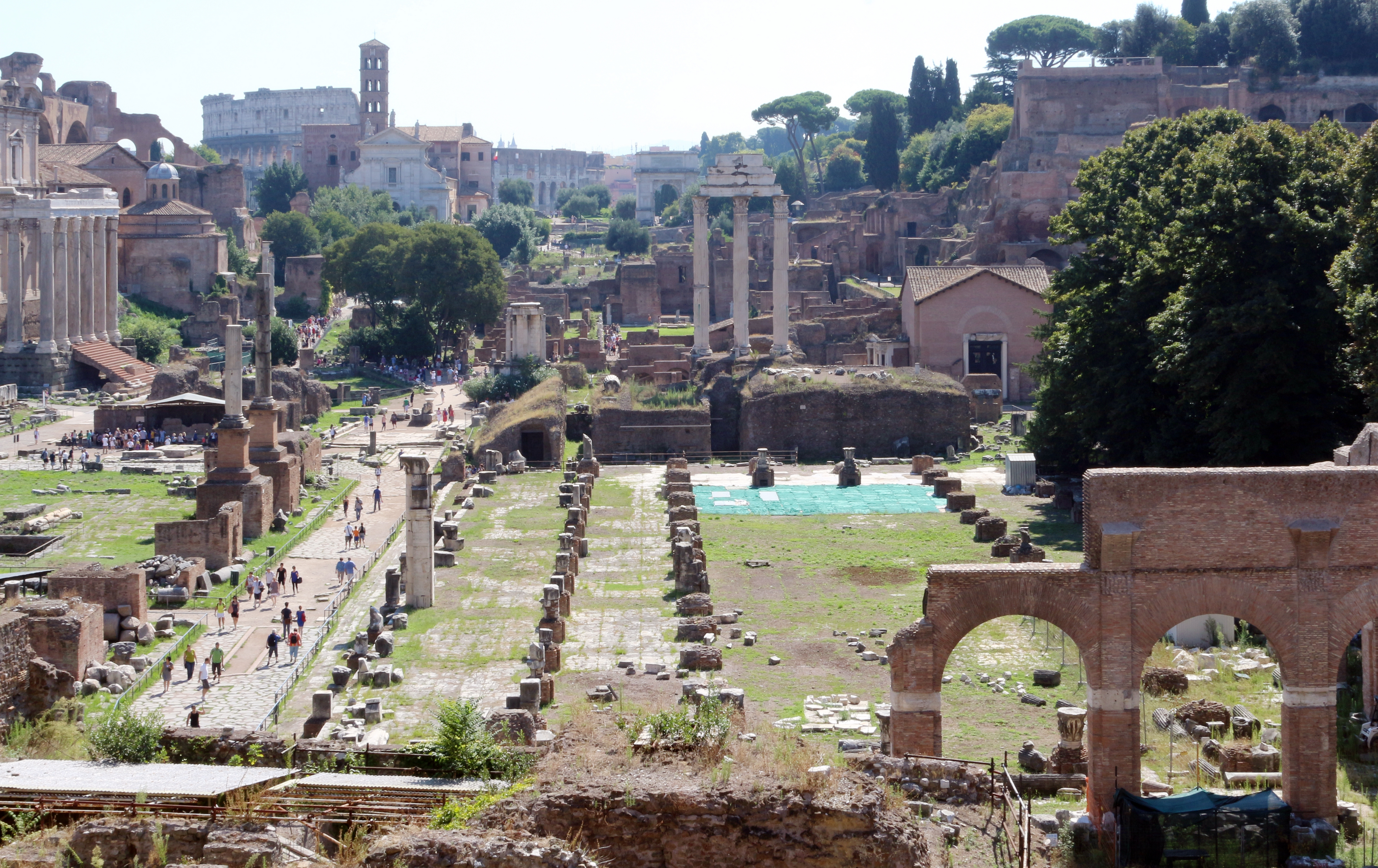
Basilica Giulia. Vista panoramica.

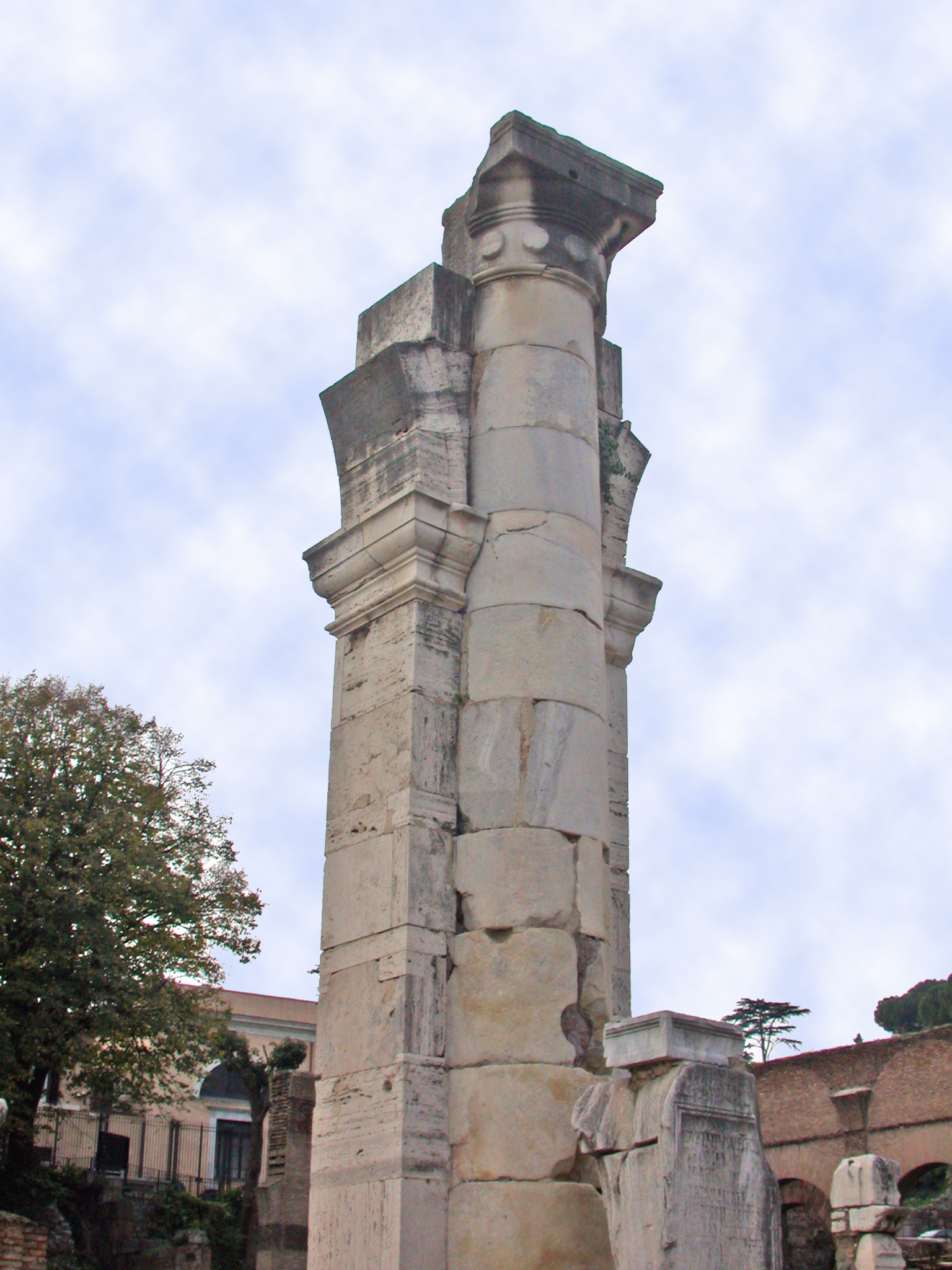
Basilica Giulia. Una delle semicolonne doriche addossate ai pilastri della facciata sul Foro, ricostruita dai frammenti originali

La basilica Giulia sorse su un'area in leggera pendenza, alle ultimi propaggini del Campidoglio, come si può notare dal differente numero di scalini che si trovano su i due lati brevi.
La basilica misurava complessivamente 101 x 49 metri: la grande sala centrale, di 82 x 18 metri, era circondata sui quattro lati da una doppia fila di portici su pilastri in laterizio e travertino che formavano cinque navate. Sappiamo che la navata che dava sulla piazza era alta due piani, quindi quella centrale, per garantire l'illuminazione all'aula, doveva essere alta tre per permettere l'apertura di finestre nel cleristorio.
L'edificio era aperto sul lato settentrionale verso la piazza, dove correva un'ulteriore ala di portico a pilastri, i quali erano arricchiti con delle semicolonne marmoree di ordine dorico e con due piani di arcate; al centro di questo portico era situato l'ingresso principale, posto sul lato lungo dell'edificio, caratteristica e peculiare disposizione della basilica romana (opposta di quelle cristiane che avevano l'ingresso sul lato corto).

## Funzioni
Nella basilica aveva sede il tribunale dei centumviri. Tramezzi in legno o tende la dividevano in settori che venivano utilizzati da quattro tribunali contemporaneamente: nei momenti di grande attività, infatti, si presentavano situazioni di enorme confusione, per via delle superficiali separazioni. In caso di giudizi particolarmente importanti si metteva a disposizione l'intera aula rimuovendo le separazioni provvisorie. Plinio il Giovane ricorda come in uno dei suoi processi la folla si fosse assiepata non solo nell'aula, ma anche nelle gallerie superiori.

## La basilica oggi

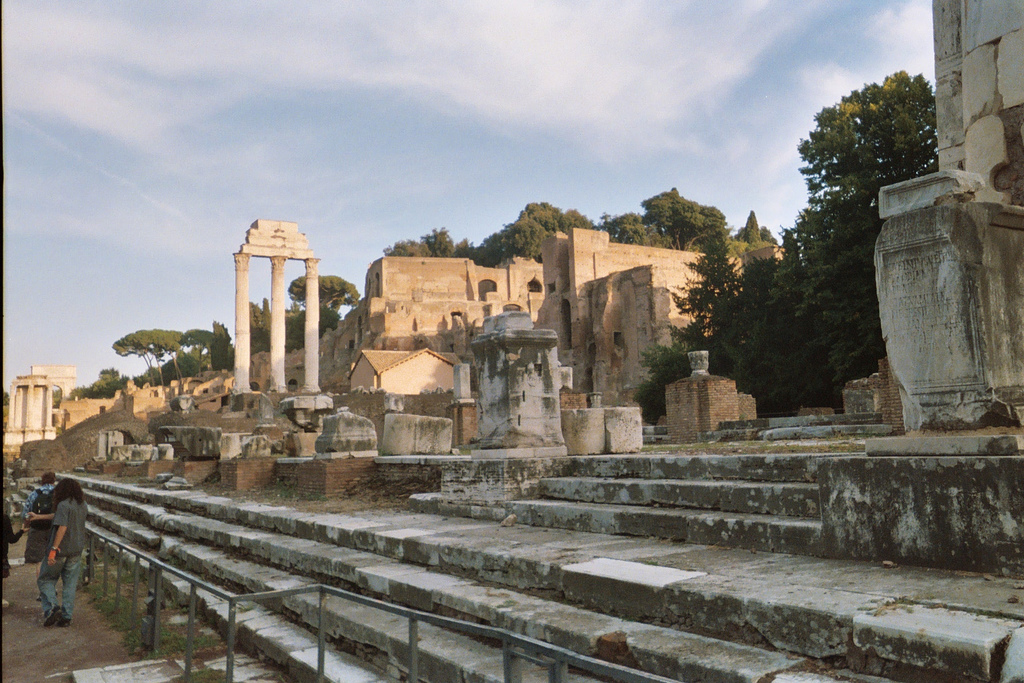
Basamento della basilica Giulia, sullo sfondo il tempio dei Castori

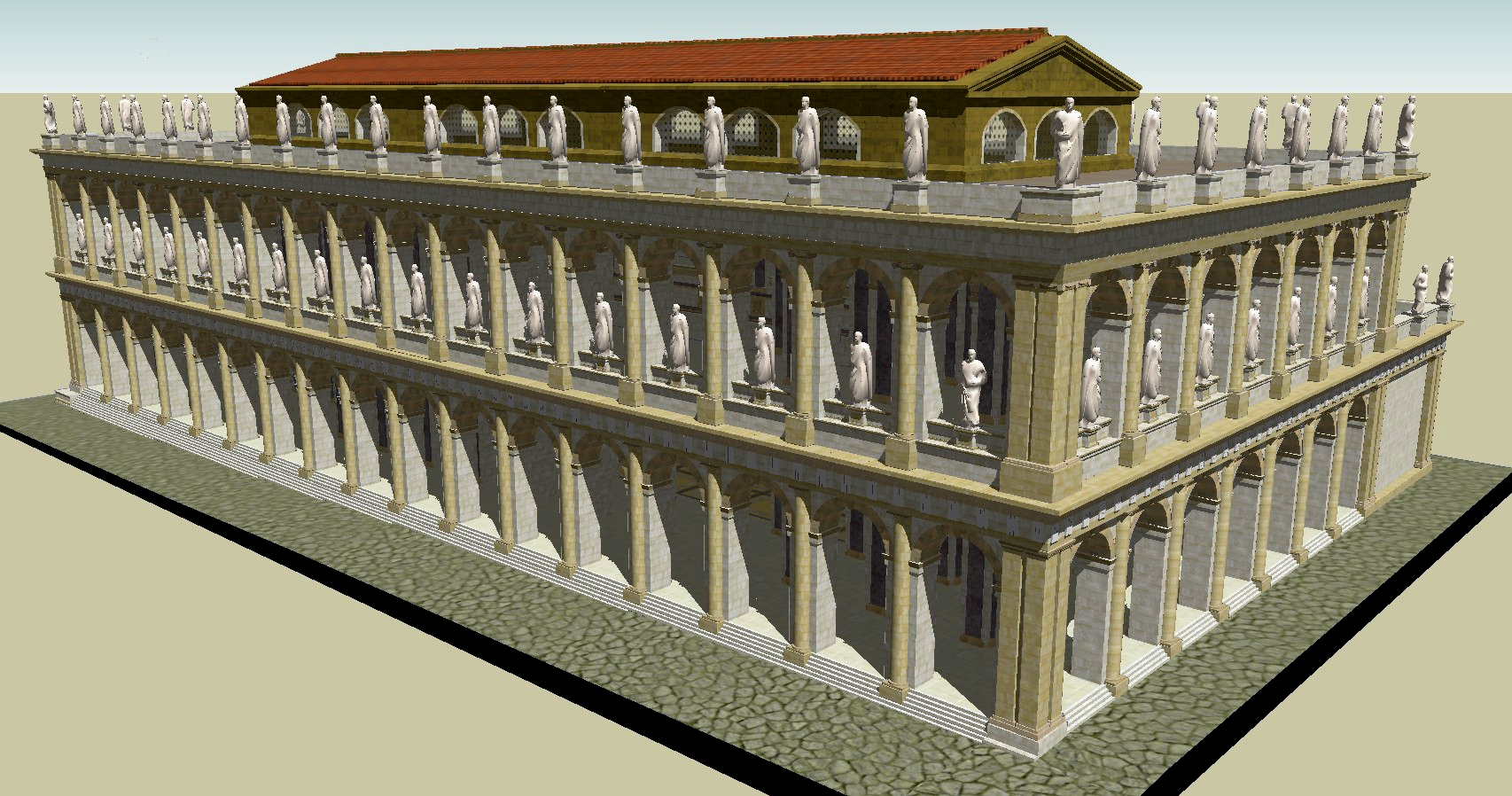
Ricostruzione della basilica

Ben poco sopravvive dell'antico edificio: praticamente soltanto il podio, che sorge su alcuni gradini (sette all'angolo est, uno a quello ovest), dove si conservano i resti della pavimentazione e di alcune semicolonne. I resti dei pilastri in mattoni che si vedono sono frutto del restauro del XIX secolo.
I suoi limiti sono segnati dalle due strade principali che, provenendo dal Tevere, portano al Foro Romano: il vicus Tuscus ad est ed il vicus Iugarius ad ovest. Il primo corrisponde all'attuale percorso di via di San Teodoro, mentre il secondo corrisponde al tracciato odierno di via della Consolazione e di Vico Iugario. Si ipotizza  che la costruzione della basilica sia stata l'occasione per regolarizzare tali vie; infatti sotto i lastricati attuali sono stati saggiati resti di costruzione repubblicane, e non di strade.
Sui gradini della basilica verso il Foro e sul pavimento delle gallerie è possibile ancor oggi notare alcune tracce incise riproducenti tavole da gioco simili al moderno gioco degli scacchi, al filetto e al Tris oltre a quelle del gioco delle fossette o tropa (tabulae lusoriae). Altri graffiti riproducono le statue dei dintorni.
Le due basi con iscrizioni vicino al centro della facciata riportano: "Opus Polycliti e Opus Timarchi. Si tratta delle firme di due famosi scultori greci attivi a Roma, le cui sculture originali vennero trasportate qui probabilmente all'epoca di Settimio Severo,a giudicare dai caratteri delle iscrizioni. Una di queste basi inoltre poggia su un ulteriore basamento che ricorda il praefectus urbi Gabinio Vettio Probiano, probabilmente da identificare col Probiano prefetto nel 377, che aveva fatto portare qui la statua da un'altra località.
Tra i reperti trovati durante gli scavi della basilica ci sono alcune antefisse arcaiche in terracotta (fine del VI, inizio del V secolo a.C.), forse tracce dell'originaria decorazione del vicino tempio dei Castori. Alle spalle della basilica sono stati scavati i resti di alcune tabernae, comunicanti con la basilica stessa, verosimilmente aperte su una strada antica, nella zona non scavata sotto l'ex-ospedale della Consolazione, dove si doveva affacciare anche il tempio di Augusto divinizzato. All'angolo col Vicus Tuscus (via degli Etruschi, che fin dall'epoca arcaica avevano stabilito qui una loro comunità), doveva trovarsi la statua di Vertumno, divinità da essi adorata.
Sulla navata sinistra si conservano i resti della piccola chiesa di Santa Maria in Cannapara, risalente al VII-VIII secolo.